# 布鲁诺·马丁尼
布鲁诺·马丁尼（法語：Bruno Martini，1970年7月3日—），法国男子手球运动员。他曾代表法国参加1996年和2000年夏季奥林匹克运动会手球比赛，最好名次是1996年奥运会的第四名。